# Marie Sneve Martinussen
Marie Sneve Martinussen (nascida em 30 de dezembro de 1985) é uma política norueguesa.
Ela foi eleita representante para o Storting pelo distrito eleitoral de Akershus para o período de 2021–2025 pelo Partido Vermelho.
Martinussen formou-se como economista pela Universidade de Oslo.